# Heffron Drive
Heffron Drive este o trupă americană formată din Kendall Schmidt și  Dustin Belt, amândoi avându-și originile în Kansas. Trupa a fost de fapt înființată în 2008, după ce aceștia s-au întâlnit, amândoi locuind pe strada Heffron Drive - de unde și numele trupei - din Burbank, Statele Unite. În 2009 însă, Kendall a intrat în altă trupa, Big Time Rush, iar Dustin a continuat pe cont propriu.
În anul 2013, trupa Big Time Rush s-a desființat, iar Kendall și Dustin au devenit din nou o echipă în Heffron Drive.
Melodii:
```
   Parallel (2014)
   Eyes on You (2015)
   Rain Don't Come (2016)
   Don't Let Me Go (2016)
   Living Room (2017)
   One Way Ticket (2017)
   Happy Mistakes (2015)
   Slow Motion (2017)
```